# Egybolis vittatula
Egybolis vittatula là một loài bướm đêm trong họ Noctuidae.